# Observatorio Detroit

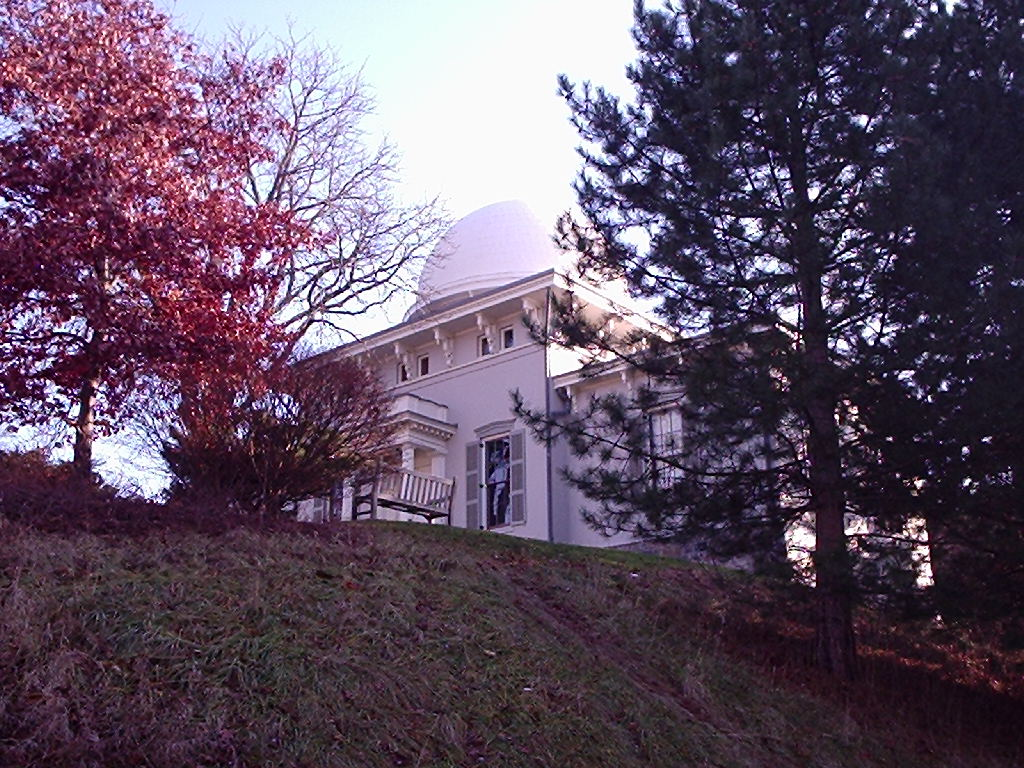
Observatorio Detroit, en Ann Arbor.

El Observatorio Detroit se encuentra en la esquina de las calles "Observatorio" y "Ann" en la población de Ann Arbor, Míchigan, Estados Unidos.
Construido en 1854, fue la primera instalación de investigación científica en la Universidad de Míchigan. Varios hombres de negocios de Detroit y miembros de la comunidad proporcionaron los fondos, de ahí el nombre que recibe el observatorio.
Se instalaron una serie de herramientas astronómicas para el estudio, incluyendo un telescopio de tránsito meridiano de 6 pulgadas (15 cm) Pistor & Martins y un telescopio refractor de 12 ⅝ pulgadas (32 cm) fabricado por Henry Fitz (hijo). El Fitz fue el tercer mayor telescopio del mundo cuando se instaló en 1857.
El Observatorio floreció durante el siglo XX, lo que permitió la construcción de varios añadidos a la estructura original, incluida la residencia del director y los espacios para aulas y oficinas. Durante la segunda mitad del siglo, con la disminución en el uso de los instrumentos y el espacio, junto con la construcción de nuevos edificios de la universidad, los añadidos fueron demolidos. Hoy en día, el edificio mantiene la estructura original de 1854.
La función del Observatorio Detroit en el campus pasó al Observatorio Angell Hall, que se completó más tarde, en (1927).
Entre los años 1960 y 1970, el observatorio fue abandonado y la universidad propuso la demolición del edificio. Esto movilizó a un grupo de ciudadanos preocupados por preservar el edificio de la destrucción y, en 1973, el Observatorio Detroit se colocó en el "Registro Nacional de Lugares Históricos". 
Aunque el edificio se salvó de la destrucción, el Observatorio necesitaba ser restaurado. En 1994, se presentó una propuesta a la Universidad para restaurar la estructura de 1854. Transferidos a la nueva dirección de la Oficina del Vicerrectorado de Investigación, el observatorio fue capaz de obtener los fondos necesarios para la restauración. 
Entre 1994 y 1999, el observatorio Detroit fue restaurado de manera significativa. Se restauraron las cúpulas de los telescopios, en la parte interior se añadió un cuarto de baño y en el exterior accesos para discapacitados y veredas.
Bajo la nueva dirección de Patricia S. Whitesell, el observatorio Detroit abrió de nuevo sus puertas al público, ofreciendo visitas guiadas (pero sin uso de los telescopios históricos), series de conferencias, así como muchas otras actividades de índole educativa. 
En 2005, el Observatorio Detroit se convirtió en una división de la Biblioteca Histórica Bentley.
Los Observatorios de la Universidad de Míchigan son: el Observatorio Detroit (1854), el Observatorio Angell Hall (1927), el Observatorio Terrestre Lamont-Hussey (Sudáfrica, 1928) y el Observatorio McMath-Hulbert (Lago Angelus, Míchigan, 1930).

## Enlaces
- Página del Observatorio Detroit (en inglés)

- Datos: Q4159412
- Multimedia: Detroit Observatory / Q4159412